# Centre régional d'art contemporain Occitanie (Sète)
Ne doit pas être confondu avec Musée régional d'art contemporain Occitanie (Sérignan).
Le Centre régional d'art contemporain Occitanie (ou CRAC Occitanie) et anciennement appelé CRAC Languedoc-Roussillon est un centre art contemporain créé en France par Noëlle Tissier en 1997. Il est situé à Sète face à la mer Méditerranée.

## Historique
Le projet du centre d'art est initié en 1993 par la fondatrice et directrice, Noëlle Tissier. Faisant partie du cœur de la ville, les anciens entrepôts frigorifiques de poisson du port de Sète sont réhabilités par l’architecte Lorenzo Piqueras, en 1995. Durant deux années, les travaux sont réalisés pour transformer les lieux. Ils sont financés à parité égale par l'État et la Région. Il est depuis sa création, conventionné avec le Ministère de la Culture et de la communication. Ouvert en 1997, il est le résultat de la collaboration entre l’école des beaux-arts de Sète, la résidence d’artiste la villa Saint-Clair et l’espace Paul Boyé.
Depuis 2004, des partenariats sont réalisés avec des acteurs régionaux, nationaux et internationaux afin de promouvoir l’actualité de la création artistique et présenter des œuvres provenant de collections publiques et privées. Le CRAC développe la production de projets d’artistes.
Nommée par la présidente du Conseil régional d'Occitanie, Carole Delga, il est dirigé, depuis le 1er août 2018, par Marie Cozette.

### Missions
Le centre régional d’art contemporain Occitanie a plusieurs missions :
- La production et l’aide à la création artistique ;
- Les expositions collectives thématiques et l'organisation de monographies ;
- Les publications et l’éducation artistique.

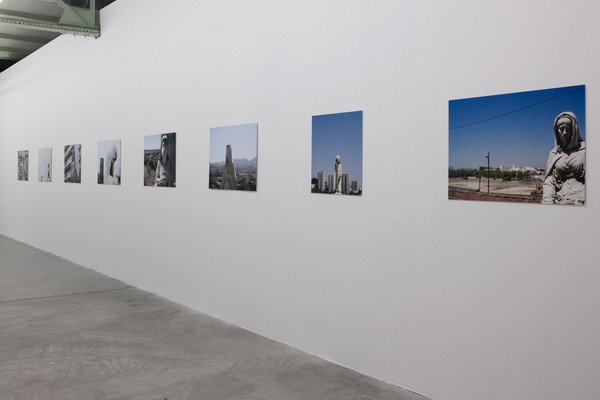
Exposition au CRAC.
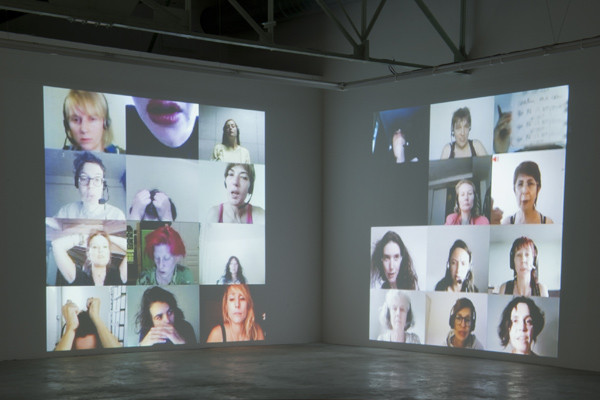
Exposition au CRAC.

## Monographies
- Magenta, Nina Childress, 2015
- Chair, Sylvie Fanchon, 2015
- Time capture, Audrey Martin, 2015
- 2716, 43795 m2, Fabrice Hyber, 2015
- S'inventer autrement, Sylvie Blocher, 2015
- Sea View, Olga Kisseleva, 2016[4]
- Suivre sa voix, Emma Dusong, 2016[5]
- Vallée des Merveilles 2, Philippe Durand, 2016[6]
- Promenades Irrationnelles..., Philippe Ramette, 2016[7]
- Ruines du temps réel, Yan Pei-Ming, 2016[8]